# Pour la sauver
Pour plus de détails, voir Fiche technique et Distribution.
Pour la sauver (Just Pals) est un film américain réalisé par John Ford, sorti en 1920.

## Synopsis
Une histoire d'amour entre un vagabond et une institutrice...
À Norwalk, Bim est le sympathique et paresseux vagabond local, Mary Bruce l'institutrice. Bim devient le camarade de Bill, un jeune petit vagabond. Bill est obligé d'aller à l'école. Bim cherche du travail. Quant à Mary, elle prête à Harvey Cahill l'argent de l'école. Mais Bill se sauve en prenant le train, et rejoint Bim qui le soigne. Le docteur Stone et sa femme croient que Bill est l'enfant pour lequel une récompense a été promise. Mary ne peut récupérer l'argent de l'école et tente de se noyer. Bim se dénonce comme le voleur, mais les habitants décident de le lyncher. Grâce à Bill, Harvey est démasqué.

## Fiche technique
- Titre original : Just Pals
- Titre français : Pour la sauver[1] ou Pour son gosse[2]
- Réalisation : John Ford
- Scénario : Paul Schofield
- Photographie : George Schneiderman
- Production : William Fox
- Société de production : Fox Film Corporation
- Société de distribution :  Fox Film Corporation
- Pays de production :  États-Unis
- Langue originale : anglais
- Format : Noir et blanc — 35 mm - 1,33:1 - Film muet
- Genre : Western
- Durée : 50 minutes (5 bobines)
- Date de sortie :
  - États-Unis : 14 novembre 1920

## Distribution
- Buck Jones : Bim
- Helen Ferguson : Mary Bruce
- Georgie Stone : Bill
- Duke R. Lee : le Shérif
- William Buckley : Harvey Cahill
- Eunice Murdock Moore : Mme Stone
- Edwin B. Tilton : le docteur Stone
- Bert Appling : Brakeman
- Slim Padgett : un bandit
- Pedro León : un bandit
- Ida Tenbrook : la domestique
- John B. Cooke : le policier